# MusicBrainz
MusicBrainz je spletni glasbeni katalog. Zbira podatke o glasbenikih, njihovih posnetih delih in odnosih med njimi. Zapisi o posnetih delih vsebujejo vsaj naslov albuma, naslove skladb in dolžino vsake skladbe. Te vnose vzdržujejo prostovoljni uredniki. MusicBrainz je bil zagnan za zbiranje metapodatkov o CD-izdajah, kot alternativa za Internet Compact Disc Database (CDDB), sčasoma pa je prerasel v strukturirano spletno podatkovno zbirko.